# Nanikirata
Nanikirata är en ö i Kiribati.   Den ligger i örådet Abaiang och ögruppen Gilbertöarna, i den norra delen av landet, 70 km norr om huvudstaden Tarawa. Arean är 0,33 kvadratkilometer.
Terrängen på Nanikirata är platt. Öns högsta punkt är 14 meter över havet. Den sträcker sig 0,9 kilometer i nord-sydlig riktning, och 1,0 kilometer i öst-västlig riktning.